# نمسی مارکز آی اوست
نمسی مارکز آی اوست (انگلیسی: Nemesi Marquès i Oste؛ زادهٔ ۱۷ مهٔ ۱۹۳۵) سیاست‌مدار اهل آندورا است.